# 第1回全日本女子サッカー選手権大会
第1回全日本女子サッカー選手権大会（だい1かいぜんにほんじょしさっかーせんしゅけんたいかい）は、1980年（昭和55年）3月22日と3月23日に開催された大会。現在の皇后杯 JFA 全日本女子サッカー選手権大会に当たる大会の第1回である。前年（1979年）3月21日に発足した日本女子サッカー連盟が日本サッカー協会と共催しての実施であった。
まだ女子サッカーが普及していなかった時期であり全国リーグもなかったため、各地域のリーグで活動していたチームが参加。また東海と関西の女子リーグでは男子と同様11人で行っていたのに対し、関東女子リーグでは8人で行っていたため、「1チーム8人、4号ボール、25分ハーフ」で、ピッチも54m×76m（正規の3分の2の大きさ）での開催となった。
FCジンナンが初代優勝チームとなり、最優秀選手も同チームの島由理子が受賞した。

## 成績
- 優勝：FCジンナン
- 準優勝：高槻女子フットボールクラブ
- 第3位：清水第八スポーツクラブ、清水FCママ

## 出場チーム

### 関東女子サッカーリーグ
- FCジンナン
- 三菱重工女子サッカー部
- 実践女子大学サッカー同好会

### 東海女子サッカーリーグ
- 清水第八スポーツクラブ
- 清水FCママ

### 関西女子サッカーリーグ
- 高槻女子フットボールクラブ
- 西山高校
- ACプラム

## 開催方式

### 試合規定
- コートサイズ:54m×76m（正規の3分の2）
- ゴールサイズ:2m×5m（ジュニアゴール）
- 出場選手:1チーム8人（交代要員5人）
- 登録メンバー:15人
- 使用するボール:4号球
- 試合時間:50分（25分ハーフ）
- 規定時間内に決しない場合は20分の延長戦。なお決しない場合はPK戦。

### 試合会場
- 三菱養和会巣鴨グラウンド

## 結果

### 1回戦
| 1980年3月22日 13:00 |

| FCジンナン | 7 - 1 | 西山高校 |
|            |       |          |

| 三菱養和会巣鴨グラウンド |

| 1980年3月22日 14:30 |

| ACプラム | 0 - 8 | 清水第八スポーツクラブ |
|          |       |                        |

| 三菱養和会巣鴨グラウンド |

| 1980年3月22日 16:00 |

| 清水FCママ | 3 - 1 | 三菱重工女子サッカー部 |
|            |       |                        |

| 三菱養和会巣鴨グラウンド |

| 1980年3月22日 17:30 |

| 実践女子大学サッカー同好会 | 0 - 3 | 高槻女子フットボールクラブ |
|                            |       |                            |

| 三菱養和会巣鴨グラウンド |

### 準決勝
| 1980年3月23日 9:00 |

| FCジンナン | 2 - 1 | 清水第八スポーツクラブ |
|            |       |                        |

| 三菱養和会巣鴨グラウンド |

| 1980年3月23日 10:30 |

| 清水FCママ | 0 - 5 | 高槻女子フットボールクラブ |
|            |       |                            |

| 三菱養和会巣鴨グラウンド |

### 決勝
| 1980年3月23日 15:00 |

| FCジンナン | 2 - 1 | 高槻女子フットボールクラブ |
|            |       |                            |

| 三菱養和会巣鴨グラウンド |